# Per Ahlmark
Per Axel Ahlmark (né le 15 janvier 1939 à Stockholm et mort le 8 juin 2018 à Skarpnäck (Stockholm)) est un écrivain et un homme politique suédois.

## Biographie
Per Ahlmark dirige le Parti du peuple de 1975 à 1978.
Il a soutenu la guerre de 2003 en Irak.